# Hilding Källén
Knut Hilding Källén, född 9 oktober 1903 i Eskilstuna, död 23 maj 1969 i Eskilstuna, var en svensk författare.
Källén är begravd på S:t Eskils kyrkogård.